# 中國上龍屬
中國上龍屬（學名：Sinopliosaurus）是種短頸部的海生爬行動物，屬於蛇頸龍目上龍亞目，生存於白堊紀早期的中國。模式種是威遠中國上龍（S. weiyuanensis）。只發現牙齒的扶綏中國上龍（S. fusuiensis），在2008年被發現是種棘龍科恐龍。